# Герман фон Борріс
Герман фон Борріс (нім. Hermann von Borries; 13 жовтня 1899, Ельріх, Німецька імперія — 16 лютого 1943, Порхов, РРФСР) — німецький офіцер, оберст вермахту. Кавалер Лицарського хреста Залізного хреста.

## Біографія
Представник знатного вестфальського роду. Син князівського лісника Штольбергів Германа фон Борріса (1855 — 1901) і його дружини Фріди, уродженої Грубе (1869 — 1940).
Учасник Першої світової війни. Після демобілізації армії залишений в рейхсвері. Під час Німецько-радянської війни командував 46-м піхотним полком 30-ї піхотної дивізії. Відзначився під час прориву з Дем'янського котла. Помер у шпиталі від важкого поранення. Похований на німецькому військовому цвинтарі в Себежі (8-ма ділянка, 5-й ряд, 410-та могила).

## Нагороди
- Залізний хрест 2-го класу
- Почесний хрест ветерана війни з мечами (3 січня 1935)
- Медаль «За вислугу років у Вермахті» 4-го, 3-го і 2-го класу (18 років)
- Застібка до Залізного хреста 2-го класу (21 вересня 1939)
- Залізний хрест 1-го класу (26 жовтня 1939)
- Нагрудний знак «За поранення» в сріблі
- Лицарський хрест Залізного хреста (3 травня 1942)
- Медаль «За зимову кампанію на Сході 1941/42»